# Ralph Darling
Ralph Darling, född 1772, död den 2 april 1858, var en brittisk koloniguvernör, farbror till Charles Henry Darling.
Darling inträdde 1793 som fänrik i armén, avancerade efter åtta års tjänstgöring i Västindien 1801 till överstelöjtnant, deltog i pyreneiska fälttåget och i Walcherenexpeditionen samt blev 1813 generalmajor. Åren 1818-23 var han militärbefälhavare på Mauritius samt blev 1825 generallöjtnant och guvernör över Nya Sydwales. Där gjorde sig Darling mindre omtyckt genom sitt pedantiska väsen och sina försök att undertrycka pressfriheten. 
Han hemkallades 1831 och ställdes till ansvar för ämbetsfel, men frikändes 1835. Darling, som 1841 utnämndes till general, användes ej vidare i offentlig tjänst. Under hans guvernörstid utsändes flera forskningsexpeditioner inåt den australiska kontinenten, varför Darlings namn ymnigt förekommer på Australiens karta (floden Darling, bergskedjan Darling Range, heddistriktet Darling Downs i Queensland och så vidare).